# Palicanus
Palicanus is een monotypisch geslacht van spinnen uit de  familie van de Miturgidae (spoorspinnen).

## Soort
- Palicanus caudatus Thorell, 1897